# Margareta de Heer
Margareta de Heer auch Margareta Arjensdr. (* um 1600 in Leeuwarden; † vor 1665 ebenda) war eine niederländische Malerin.

## Leben
Margareta de Heer wurde als Tochter des Glasmachers Adriaen Willems und seiner Frau Elisabeth Gerrits geboren. In der friesischen Tradition lautete ihr Name Margareta Arjensdr. Sie war die zweite Tochter einer Familie mit mindestens einem, möglicherweise zwei Söhnen und fünf Töchtern. Die Familie wohnte ab 1611 an der Ecke Heerestraat und Oude Oosterstraat in Leeuwarden. Von dieser Adresse leitete die Familie möglicherweise den Nachnamen „de Heer“ ab. Sie heiratete 1628 den Maler Andries Nyhoff und hatte mit ihm eine Tochter und den Sohn Adriaen Nyhoff, der ebenfalls Maler wurde. Ihr Bruder war der Maler Gerrit de Heer und sie war die Tante des Malers und Zeichners Willem de Heer. Als Glasmacher hatte ihr Vater ein Atelier und er war dort auch der Lehrer seiner Söhne und auch der Tochter Margareta.
Mit ihrem Mann verließ Margareta de Heer nach ihrer Heirat Leeuwarden und zog nach Groningen. Dort wurden ihre Kinder geboren. Es wird vermutet, dass sie in Groningen für den Botaniker Hendrik Munting (1583–1658) gearbeitet hat. Der französische Diplomat und Jurist Charles Ogier besuchte sie dort im Sommer 1636. Er besichtigte ihr Werk und lobte sie als geschickte Malerin von Blumen, Vögeln, Schmetterlingen und Fliegen. In seinem Tagebuch machte er den Vermerk, dass sein Frisör Johan Frank ihn von den guten Malern in seiner Familie berichtet habe. Frank war mit Margaretas Schwester Janke verheiratet. Sie zogen später nach Hoorn und ein Teil des Werkes von de Heer befand sich später in ihrem Besitz. Margareta de Heer und ihr Mann kehrten vor oder im Jahr 1646 nach Leeuwarden zurück und kauften 1650 ein Haus in der Bagijnestraat.
Margareta de Heer starb in Leeuwarden vor dem 23. Januar 1665. An diesem Tag verkaufte ihr Ehemann das gemeinsame Haus und wurde in der Urkunde als Witwer bezeichnet.

## Werk
Anlässlich einer Ausstellung über Margareta de Heer im Fries Museum in Leeuwarden im Jahr 2002 wurde ihr Gesamtwerk, soweit es noch nachvollziehbar ist, kartiert und analysiert. Es enthält 42 signierte und 48 zugeschriebene Werke. Die 41 datierten Werke entstanden zwischen 1644 und 1658. Nach den Angaben von Ogiers war sie jedoch bereits ab 1636 als Malerin aktiv. De Heer malte Genre- und Historienbilder, doch lieber Stillleben mit Blumen, Muscheln, Schmetterlingen und Insekten sowie Bauernlandschaften mit Tieren im Vordergrund. Ihr Werk zeichnet sich durch einen dokumentarischen, fast enzyklopädischen Charakter aus. Sie arbeitete mit Ölfarbe, Aquarell oder Gouache auf Pergament oder Tafel. Eine Sammlung von Aquarellen im Groninger Museum wird ihr schon seit langem zugeschrieben, kann ihr aber nicht eindeutig zugeordnet werden. Werke von Margareta de Heer sind unter anderem im Fries Museum in Leeuwarden, der Stedelijke Kunstverzameling van Leeuwarden (Städtische Kunstsammlung Leeuwarden), dem Amsterdam Museum, dem Groninger Museum und dem Westfries Museum in Hoorn zu finden.

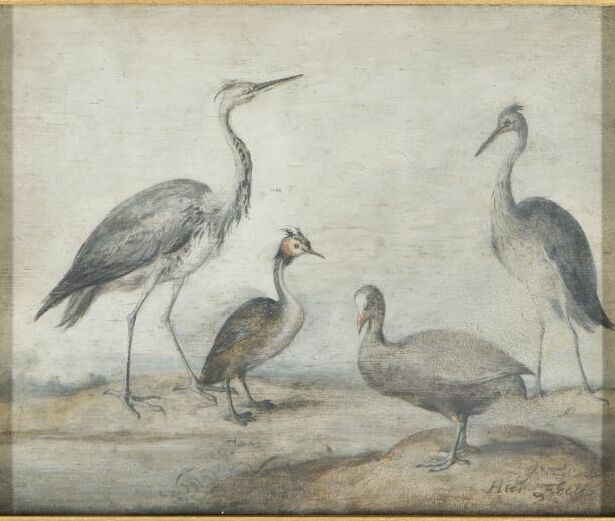
Blaureiher, Haubentaucher, Blässhuhn und junge Blaureiher, Öl auf Holztafel, 1654
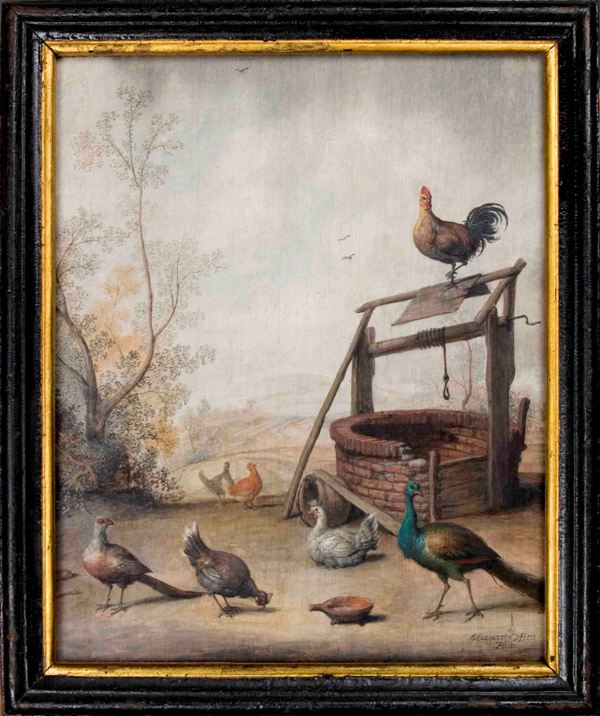
Landschaft mit Vögeln an einem Brunnen, Hügel in der Ferne, Gouache auf Holztafel, 1649
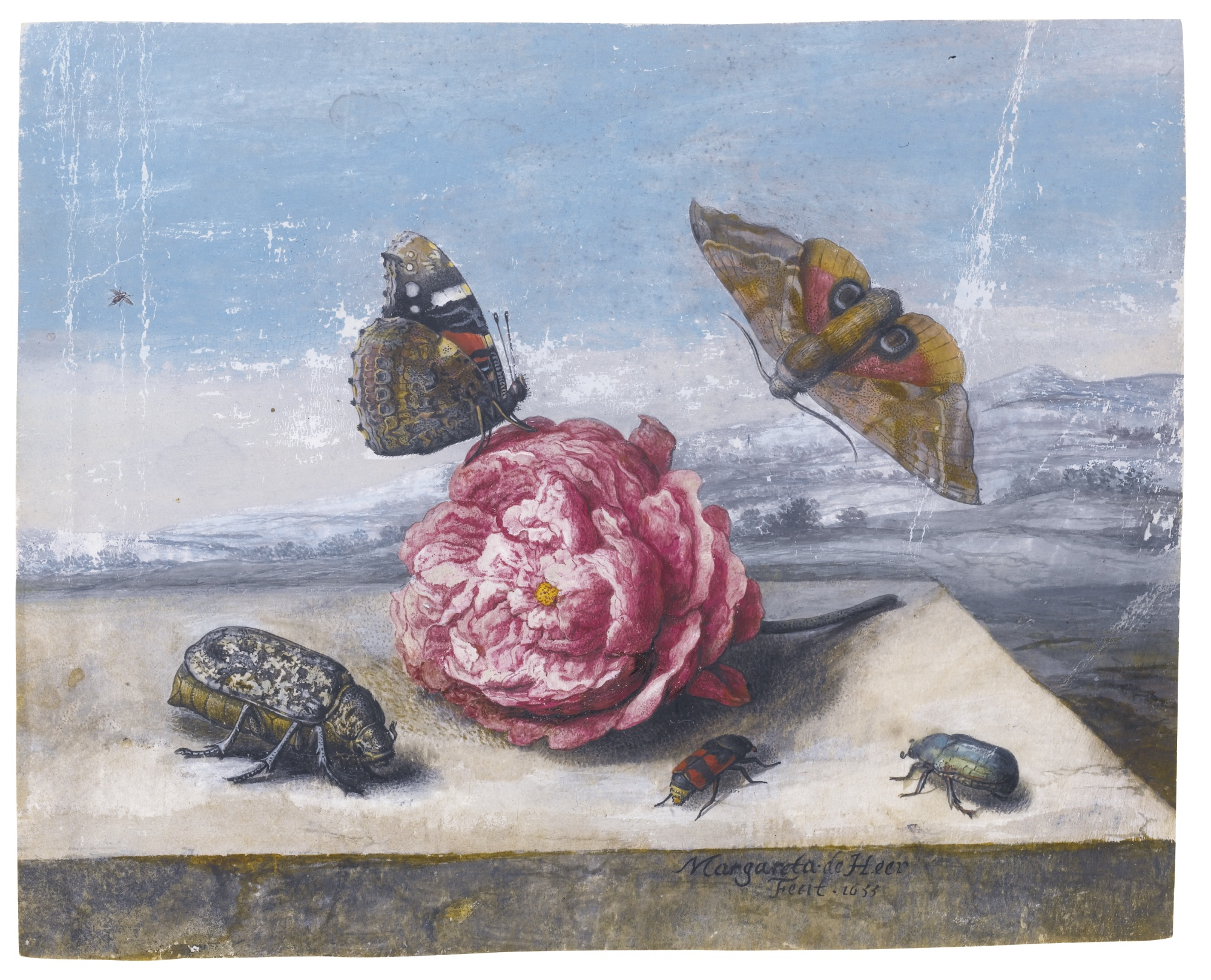
Schmetterlinge und Käfer um eine Rose auf einem Steinvorsprung, Gouache auf Pergament, 1655
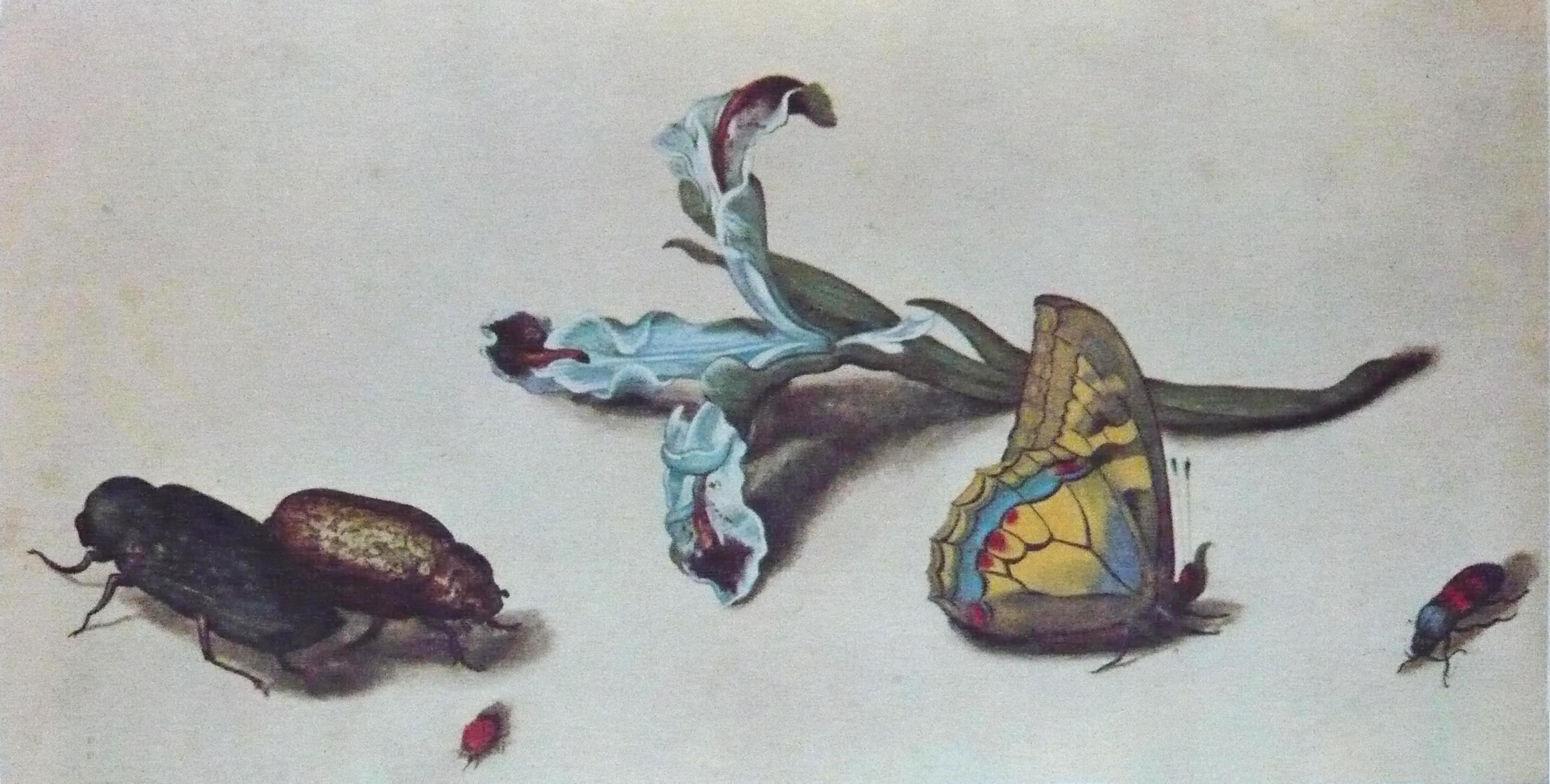
Iris mit 4 Käfern und einem Schmetterling,  	Aquarell, zwischen 1638 und 1657
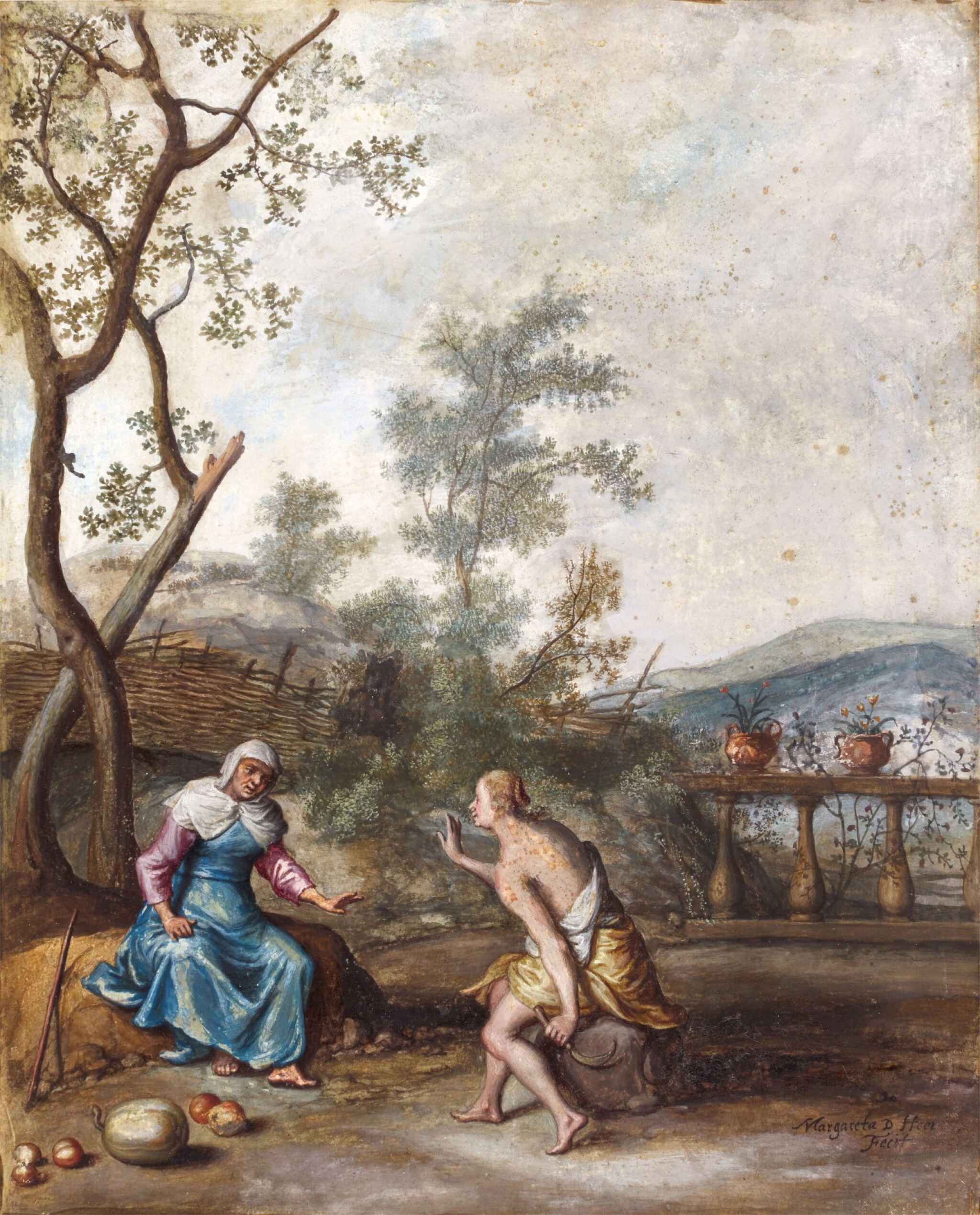
Vertumnus und Pomona, Gouache auf Pergament, auf Holz aufgezogen